# Bodóka
Bodóka (1899-ig Krivoszúd-Bodóka, szlovákul Krivosúd-Bodovka) község Szlovákiában, a Trencséni kerületben, a Trencséni járásban

## Fekvése
Trencséntől 12 km-re délnyugatra, a Vág bal partján fekszik.

## Története
1398-ban „Kys-Rauazd” néven említik először. A falu két községből (Krivoszúd és Bodóka) egyesült.
A 18. század végén Vályi András így ír róla: „KRIVOSZUD. Kis tót falu Trentsén Várm. földes Ura Révay Uraság, lakosai katolikusok, fekszik Beczkóhoz 1/4 mértföldnyire, földgye nem igen termékeny, erdeje, legeője van.”
Fényes Elek 1851-ben kiadott geográfiai szótárában így ír a településről: „Bodovka, tót falu, Trencsén vármegyében, a Vágh bal partján, Krivoszád faluval egyetemben, mellyel egy biró alatt van. – Lakja 1 kath., 175 evang., 26 zsidó. F. u. többen.
Krivozsád, Trencsén vm. tót falu, Budovka faluval együtt a beczkói uradalomban. Van 57 kath., 235 evang., 6 zsidó lak., kik a komlótermesztéssel foglalatoskodnak. F. u. a beczkói uradalom. Ut. p. Trencsén.”
A trianoni békéig Trencsén vármegye Trencséni járásához tartozott.

## Népessége
| Év:            | 1994. | 2004.   | 2014.   | 2024.   |
| -------------- | ----- | ------- | ------- | ------- |
| Emberek száma: | 315   | 303     | 330     | 346     |
| Eltérés:       |       | -3,80 % | +8,91 % | +4,84 % |

| Év:            | 2023. | 2024.   |
| -------------- | ----- | ------- |
| Emberek száma: | 355   | 346     |
| Eltérés:       |       | -2,53 % |

1880-ban 292 lakosából 277 szlovák anyanyelvű és 15 csecsemő volt.
1910-ben 352 lakosából 343 szlovák, 6 német, 1 magyar és 2 más anyanyelvű volt. Ebből 298 evangélikus, 45 római katolikus és 9 zsidó vallású volt.
2001-ben 305 lakosából 303 szlovák volt.
2011-ben 320 lakosából 314 szlovák volt.